# Olivença (Alagoas)
Olivença é um município brasileiro do estado de Alagoas.

## História
A história do atual município de Olivença inicia-se por volta de 1850. Em seus primeiros registros constam, nessa época, apenas um pequeno lugarejo pertencente ao território do município de Santana do Ipanema, com alguns poucos habitantes, entre eles, Antonio Serapião, Manoel Justino e Manoel Luiz da Costa.
Quase 50 anos depois, em 1898, provenientes de Lagoa da Canoa, instalaram-se na região duas famílias: de Manoel Vieira de Oliveira e de Belarmino Vieira de Oliveira, que iniciaram o desenvolvimento da região com a implantação de pequenos sítios e dedicando-se à agricultura e pecuária. O lugar ficou conhecido como "Capim" e teve este nome até a emancipação política.
Cumprindo a tradição entre os ricos proprietários de terras do interior de Alagoas, as próprias famílias construíram uma capela em homenagem à Nossa Senhora do Carmo, padroeira do povoado. A matriz que existe até hoje só foi construída em 1938, mesma época da instalação da feira do povoado.
A Vila do Capim foi crescendo e, em 1930, já tinha características de uma pequena cidade, mesmo ainda sendo povoado de Santana do Ipanema. Neste mesmo ano, os moradores tentaram a autonomia administrativa, tendo como principais líderes João e Odilon Vieira.
Em 1959, através da lei 2.092, Capim foi elevada à condição de município autônomo com o nome de Olivença, que caracteriza a junção dos sobrenomes das famílias fundadoras do município.
O município tem duas grandes festas: a Emancipação Política (2 de fevereiro) e da padroeira Nossa Senhora do Carmo (16 de julho).

## Geografia
Localiza-se a uma latitude 09º31'07" sul e a uma longitude 37º11'26" oeste, estando a uma altitude de 231 metros. Sua população estimada em 2004, de acordo com IBGE, era de 11.047 habitantes.
Possui uma área de 175,709 km2

## Demografia
Sua população, conforme estimativas do IBGE de 2021, era de 11 681 habitantes.

### Desenvolvimento Humano
O Índice de Desenvolvimento Humano Municipal de Olivença é 0,493, em 2010. O município está situado na faixa de Desenvolvimento Humano com o índice Muito Baixo.

### Religião
Com forte presença da religião católica no município, a igreja principal da cidade e mais antiga é a matriz Nossa Senhora do Carmo, erguida como paróquia em 30 novembro de 2007, tendo como pároco empossado, padre José Petrônio de Oliveira. A então capela Nossa Senhora do Carmo pertencia a paróquia (Matriz) de Senhora Santana (Santana do Ipanema/AL). 
Em 7 de junho de 2023, Pe. Marc David é empossado como o novo pároco da então matriz de Olivença/AL. 
A festa da padroeira da cidade ocorre entre os dias 7 e 16 de julho com novenas e celebração da Santa Missa presidida por diversos padres da diocese de Palmeira dos Índios. 
A culminância ocorre dia 16 de julho, dia de Nossa Senhora do Carmo, com a celebração da missa e procissão conduzindo a imagem da padroeira por diversas ruas da cidade.

## Organização político-administrativa

### Sede da Prefeitura Municipal
A sede da Prefeitura Municipal deste município de Olivença, estado de Alagoas, desde o ano  de 2020, está situada em novo endereço. Esta situada na rua Vereador José Felix da Silva no bairro Clima Bom.

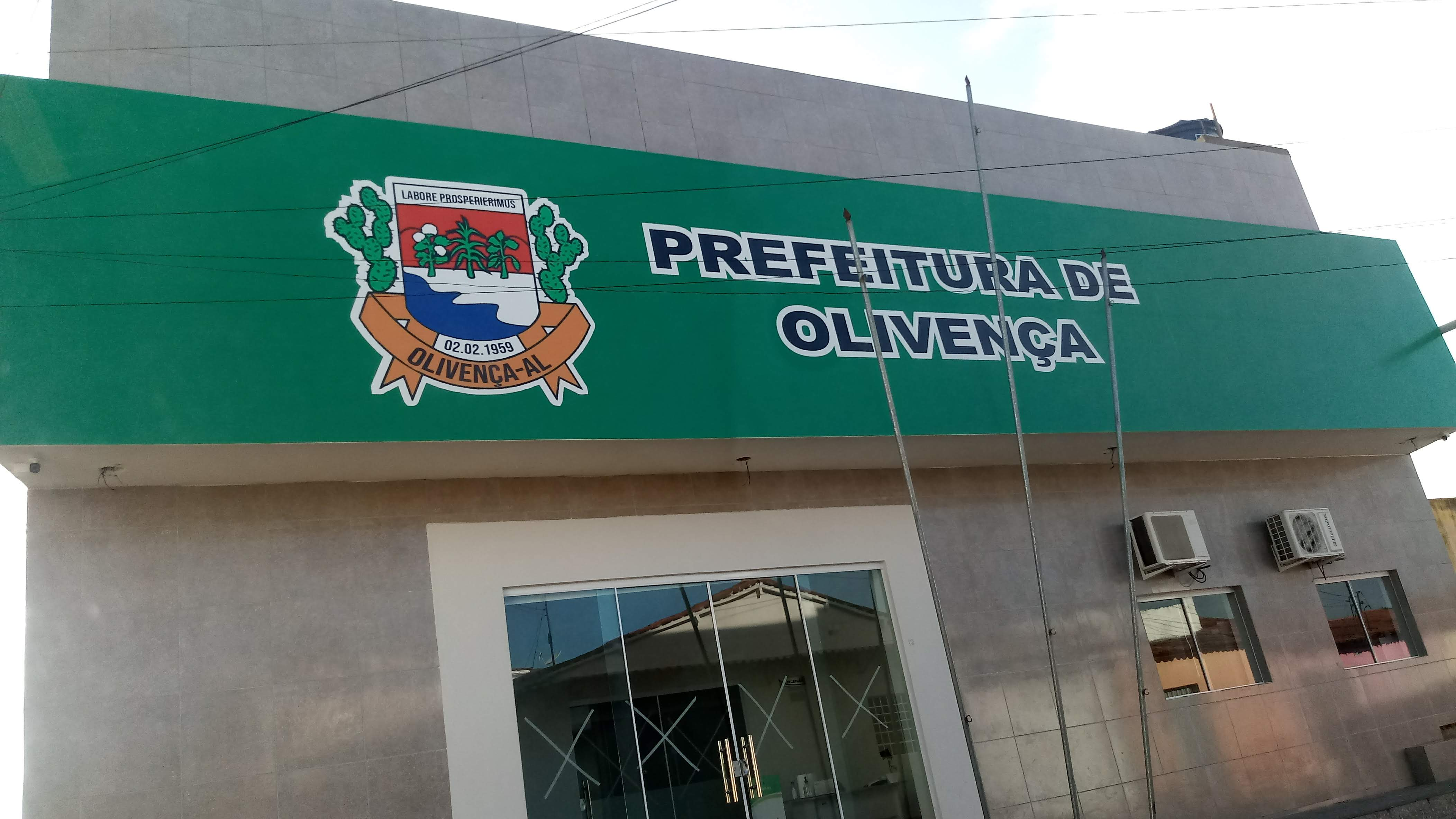
Prefeitura de Olivença, estado de Alagoas.

### Prefeitos de Olivença/AL
1. Gilberto de Oliveira Cavalcanti (1959/1960)
2. Enéas Vieira de Oliveira (1961/1964)
3. Adeildo Nepomuceno Marques (1964/1965)
4. Benedito Dantas de Oliveira (1965)
5. José Vieira de Menezes Neto (1966/1969)
6. Maria de Lourdes Cavalcanti (1970/1972)
7. José Vieira de Menezes Neto (1973/1976)
8. Valdomiro Roberto da Silva (1977/1982)
9. Cicero Vieira de Meneses (1983/1988)
10. Valdomiro Roberto da Silva (1989/1992)
11. Cicero Vieira de Meneses (1993/1996)
12. Mailson Bulhões de Oliveira (1997/2004)
13. Jeno Oliveira de Lima (2005/2008)
14. Jorginaldo Vieira de Meneses (2009/2015)
15. José Arnaldo Silva (2015/2020)
16. Josimar Dionisio (2021/atualidade).

### Subdivisões administrativas
Além da cidade que sedia o município, há as localidades rurais Vila São José (antigo povoado Barraco), Fazenda Nova, Poço da Cacimba e Vila Nova.

## Infraestrutura
Apresenta 0.7% de domicílios com esgotamento sanitário adequado, 79.7% de domicílios urbanos em vias públicas com arborização e 0% de domicílios urbanos em vias públicas com urbanização adequada (presença de bueiro, calçada, pavimentação e meio-fio). Quando comparado com os outros municípios do estado, fica na posição 97 de 102, 18 de 102 e 94 de 102, respectivamente. Já quando comparado a outras cidades do Brasil, sua posição é 5486 de 5570, 2423 de 5570 e 4835 de 5570, respectivamente.

### Saúde
A taxa de mortalidade infantil média na cidade é de 38.89 para 1.000 nascidos vivos. As internações devido a diarreias são de 0.4 para cada 1.000 habitantes. Comparado com todos os municípios do estado, fica nas posições 3 de 102 e 87 de 102, respectivamente. Quando comparado a cidades do Brasil todo, essas posições são de 216 de 5570 e 3606 de 5570, respectivamente.